# Spinacleris
Spinacleris is een geslacht van vlinders uit de familie van de Tortricidae (Bladrollers). Het geslacht werd voor het eerst wetenschappelijk beschreven door Józef Razowski in 2012.

## Soorten
Het genus bevat de volgende soorten:

- Spinacleris inthanoi Razowski, 2012
- Spinacleris inthanoni Razowski, 2012